# Ctenopharynx
Ctenopharynx – rodzaj słodkowodnych ryb okoniokształtnych z rodziny pielęgnicowatych (Cichlidae).

## Występowanie
Gatunki endemiczne jeziora Malawi w Afryce.

## Klasyfikacja
Gatunki zaliczane do tego rodzaju:
- Ctenopharynx intermedius
- Ctenopharynx nitidus
- Ctenopharynx pictus

Gatunkiem typowym jest Hemichromis intermedius.